# Koński Żleb (Dolina Strążyska)

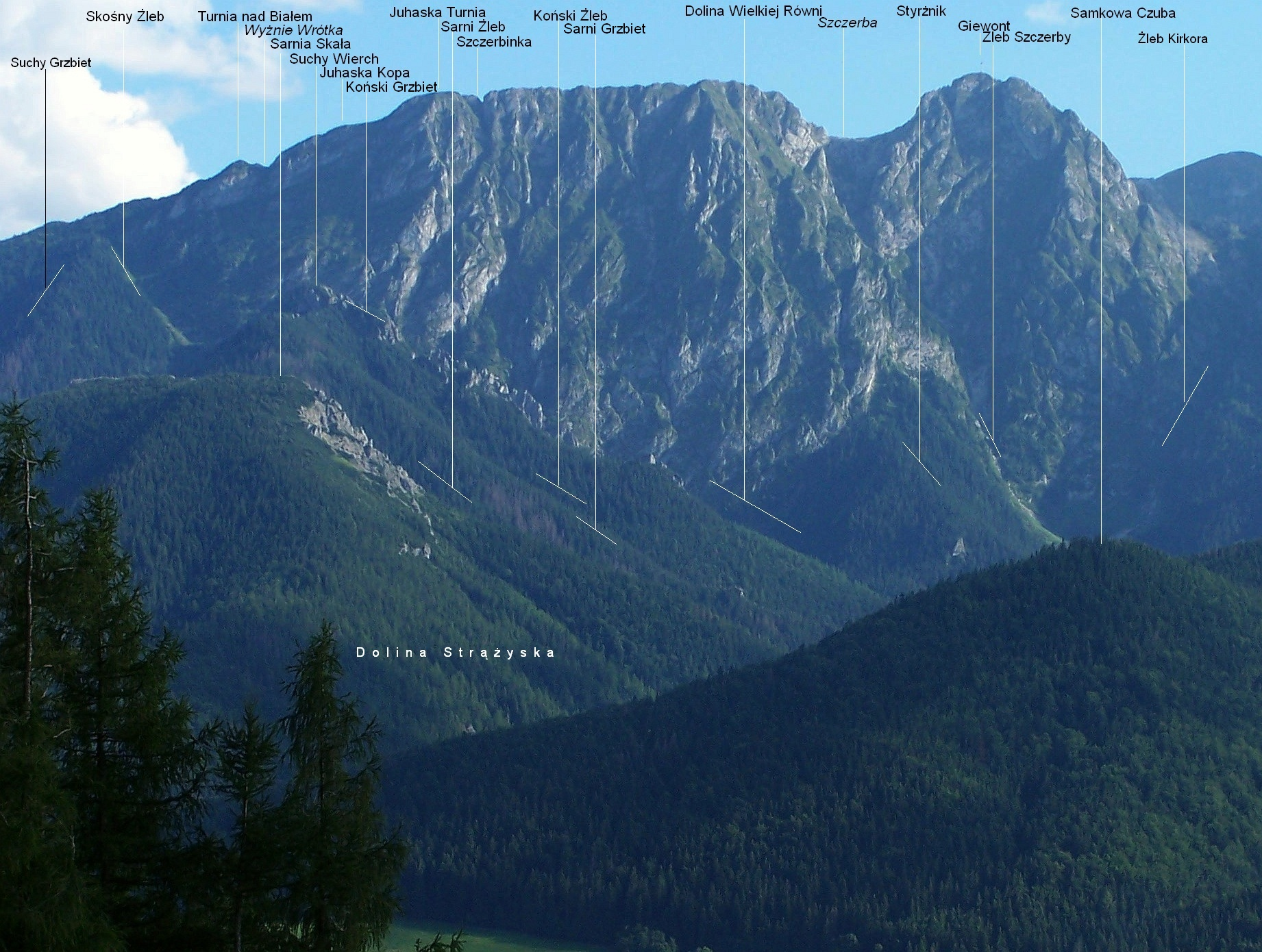
Koński Żleb widoczny pośrodku zdjęcia

Koński Żleb – żleb w polskich Tatrach Zachodnich po północnej stronie Giewontu. Opada z Suchego Wierchu w północno-zachodnim (z odchyleniem na zachód) kierunku, do Doliny Strążyskiej. Jego wylot znajduje się przy górnym końcu Polany Strążyskiej, na wysokości około 1050 m n.p.m. W górnej części żlebu spływa niewielki strumyk, niżej zanika w podłożu porowatych skał węglanowych budujących ten rejon Tatr.
Na północ od Końskiego Żlebu znajduje się drugi, równoległy Sarni Żleb opadający spod Czerwonej Przełęczy również do Doliny Strążyskiej. Pomiędzy tymi żlebami prowadzi Ścieżka nad Reglami, odcinek z Czerwonej Przełęczy do Doliny Strążyskiej. W Końskim Żlebie i jego najbliższej okolicy rośnie kilka rzadkich w Polsce gatunków roślin: rozrzutka alpejska, jarząb nieszpułkowy, irga kutnerowata i obuwik pospolity. Stanowisko obuwika pospolitego jest jednym z liczniejszych, w 2007 bowiem rosło tutaj w dolnej części żlebu (na wysokości około 1090 m) około 200 pędów tego rzadkiego gatunku storczyka. Stanowisko irgi kutnerowatej jest największym w Polsce (w latach 2001–2004 liczyło 14 okazów).